# IIe législature de l'Assemblée des représentants du peuple
IIe législature
Ire IIIe
Palais du Bardo
La IIe législature de l'Assemblée des représentants du peuple s'ouvre le 13 novembre 2019 et se clôt de facto après que le président Kaïs Saïed a décidé de suspendre les activités de l'assemblée et de prolonger à deux reprises cette suspension, la dernière ayant lieu le 13 décembre 2021,,. Le 30 mars 2022, le président dissout le parlement. C'est la deuxième législature après la révolution tunisienne et l'adoption de la Constitution de 2014. Elle est issue des élections législatives du 6 octobre 2019.

## Composition de l'Assemblée

### Répartition par sexe
Malgré un objectif de parité hommes-femmes mis en place par la Constitution, on compte 57 femmes parmi les 217 élus (26 %) contre 160 hommes (74 %).

### Répartition par âge
On compte 56 membres (23 %) âgés entre 23 et 39 ans, 115 (55 %) âgés entre 40 et 55 ans, 45 (22 %) âgés de plus de 55 ans.

### Groupes politiques

#### Composition initiale
- Répartition par parti après les élections de 2019 :   - Ennahdha (52)
  - Au cœur de la Tunisie (38)
  - Courant démocrate (22)
  - Coalition de la dignité (21)
  - Parti destourien libre (17)
  - Mouvement du peuple (15)
  - Tahya Tounes (14)
  - Machrouu Tounes (4)
  - Errahma (4)
  - Union populaire républicaine (3)
  - Nidaa Tounes (3)
  - Al Badil Ettounsi (3)
  - Afek Tounes (2)
  - Front populaire (1)
  - Courant de l'amour (1)
  - Union démocratique et sociale (1)
  - Parti de la voix des agriculteurs (1)
  - Aïch Tounsi (1)
  - Parti socialiste destourien (1)
  - Indépendants (12)
- Répartition par groupe :   - Ennahdha (54)
  - Bloc démocrate (41)
  - Au cœur de la Tunisie (38)
  - Coalition de la dignité (21)
  - Parti destourien libre (17)
  - Réforme nationale (15)
  - Tahya Tounes (14)
  - Al Moustakbal (9)
  - Hors groupe (8)

Répartition par parti après les élections de 2019 : Ennahdha (52) Au cœur de la Tunisie (38) Courant démocrate (22) Coalition de la dignité (21) Parti destourien libre (17) Mouvement du peuple (15) Tahya Tounes (14) Machrouu Tounes (4) Errahma (4) Union populaire républicaine (3) Nidaa Tounes (3) Al Badil Ettounsi (3) Afek Tounes (2) Front populaire (1) Courant de l'amour (1) Union démocratique et sociale (1) Parti de la voix des agriculteurs (1) Aïch Tounsi (1) Parti socialiste destourien (1) Indépendants (12)
Répartition par groupe : Ennahdha (54) Bloc démocrate (41) Au cœur de la Tunisie (38) Coalition de la dignité (21) Parti destourien libre (17) Réforme nationale (15) Tahya Tounes (14) Al Moustakbal (9) Hors groupe (8)

La constitution des groupes parlementaires est annoncée le 27 novembre 2019.
| Bloc / parti                      | Bloc / parti            | Sièges |
| --------------------------------- | ----------------------- | ------ |
|                                   | Ennahdha                | 54     |
| Ennahdha                          | 52                      |        |
| Jeunes indépendants               | 1                       |        |
| Al Khir                           | 1                       |        |
|                                   |                         |        |
|                                   | Bloc démocrate          | 41     |
| Courant démocrate                 | 22                      |        |
| Mouvement du peuple               | 15                      |        |
| Parti de la voix des agriculteurs | 1                       |        |
| Front populaire                   | 1                       |        |
| Union démocratique et sociale     | 1                       |        |
| Citoyenneté et développement      | 1                       |        |
|                                   |                         |        |
|                                   | Au cœur de la Tunisie   | 38     |
|                                   |                         |        |
|                                   | Coalition de la dignité | 21     |
|                                   |                         |        |
|                                   | Parti destourien libre  | 17     |
|                                   |                         |        |
|                                   | La Réforme              | 15     |
| Machrouu Tounes                   | 4                       |        |
| Nidaa Tounes                      | 3                       |        |
| Al Badil Ettounsi                 | 3                       |        |
| Afek Tounes                       | 2                       |        |
| Aïch Tounsi                       | 1                       |        |
| Retour aux sources                | 1                       |        |
| Siliana nos yeux                  | 1                       |        |
|                                   |                         |        |
|                                   | Tahya Tounes            | 14     |
|                                   |                         |        |
|                                   | Al Moustakbal           | 8      |
| Union populaire républicaine      | 3                       |        |
| Courant de l'amour                | 1                       |        |
| Parti socialiste destourien       | 1                       |        |
| Ligue verte                       | 1                       |        |
| Al Wafa Bel Ahd                   | 1                       |        |
| L'Excellence                      | 1                       |        |
| B'kolna Tounes                    | 1                       |        |
|                                   |                         |        |
|                                   | Aucun bloc              | 8      |
| Errahma                           | 4                       |        |
| Espoir et travail                 | 2                       |        |
| Nous sommes là                    | 1                       |        |
| Badhl wa Ataa                     | 1                       |        |

#### 2019

Ennahdha (54)
Bloc démocrate (41)
Au cœur de la Tunisie (38)
Coalition de la dignité (21)
Parti destourien libre (17)
Réforme nationale (15)
Tahya Tounes (14)
Al Moustakbal (9)
Hors groupe (8)

Le 27 novembre 2019, on annonce la constitution des groupes parlementaires.
| Bloc / parti                      | Bloc / parti            | Sièges |
| --------------------------------- | ----------------------- | ------ |
|                                   | Ennahdha                | 54     |
| Ennahdha                          | 52                      |        |
| Jeunes indépendants               | 1                       |        |
| Al Khir                           | 1                       |        |
|                                   |                         |        |
|                                   | Bloc démocrate          | 41     |
| Courant démocrate                 | 22                      |        |
| Mouvement du peuple               | 15                      |        |
| Parti de la voix des agriculteurs | 1                       |        |
| Front populaire                   | 1                       |        |
| Union démocratique et sociale     | 1                       |        |
| Citoyenneté et développement      | 1                       |        |
|                                   |                         |        |
|                                   | Au cœur de la Tunisie   | 38     |
|                                   |                         |        |
|                                   | Coalition de la dignité | 21     |
|                                   |                         |        |
|                                   | Parti destourien libre  | 17     |
|                                   |                         |        |
|                                   | Réforme nationale       | 15     |
| Machrouu Tounes                   | 4                       |        |
| Nidaa Tounes                      | 3                       |        |
| Al Badil Ettounsi                 | 3                       |        |
| Afek Tounes                       | 2                       |        |
| Aïch Tounsi                       | 1                       |        |
| Retour aux sources                | 1                       |        |
| Siliana nos yeux                  | 1                       |        |
|                                   |                         |        |
|                                   | Tahya Tounes            | 14     |
|                                   |                         |        |
|                                   | Al Moustakbal           | 9      |
| Union populaire républicaine      | 3                       |        |
| Courant de l'amour                | 1                       |        |
| Parti socialiste destourien       | 1                       |        |
| L'Excellence                      | 1                       |        |
| Al Wafa Bel Ahd                   | 1                       |        |
| Ligue verte                       | 1                       |        |
| B'kolna Tounes                    | 1                       |        |
|                                   |                         |        |
|                                   | Aucun bloc              | 8      |
| Errahma                           | 4                       |        |
| Espoir et travail                 | 2                       |        |
| Nous sommes là                    | 1                       |        |
| Badhl wa Ataa                     | 1                       |        |

#### 2020
| Bloc / parti                      | Bloc / parti            | Sièges |
| --------------------------------- | ----------------------- | ------ |
|                                   | Ennahdha                | 54     |
| Ennahdha                          | 52                      |        |
| Jeunes indépendants               | 1                       |        |
| Al Khir                           | 1                       |        |
|                                   |                         |        |
|                                   | Bloc démocrate          | 38     |
| Courant démocrate                 | 22                      |        |
| Mouvement du peuple               | 15                      |        |
| Citoyenneté et développement      | 1                       |        |
|                                   |                         |        |
|                                   | Au cœur de la Tunisie   | 30     |
| Au cœur de la Tunisie             | 26                      |        |
| Indépendants                      | 4                       |        |
|                                   |                         |        |
|                                   | Coalition de la dignité | 18     |
| Coalition de la dignité           | 17                      |        |
| Indépendant                       | 1                       |        |
| Ligue verte                       | 1                       |        |
|                                   |                         |        |
|                                   | La Réforme              | 16     |
| Machrouu Tounes                   | 4                       |        |
| Indépendants                      | 3                       |        |
| Al Badil Ettounsi                 | 2                       |        |
| Afek Tounes                       | 2                       |        |
| Aïch Tounsi                       | 1                       |        |
| Retour aux sources                | 1                       |        |
| Siliana nos yeux                  | 1                       |        |
|                                   |                         |        |
|                                   | Parti destourien libre  | 16     |
|                                   |                         |        |
|                                   | Tahya Tounes            | 10     |
|                                   |                         |        |
|                                   | Aucun bloc              | 26     |
| Indépendants                      | 12                      |        |
| Errahma                           | 1                       |        |
| Union démocratique et sociale     | 1                       |        |
| Parti de la voix des agriculteurs | 1                       |        |
| Front populaire                   | 1                       |        |
| Espoir et travail                 | 1                       |        |
| Nous sommes là                    | 1                       |        |
| Badhl wa Ataa                     | 1                       |        |

#### 2021
| Bloc / parti                      | Bloc / parti            | Sièges |
| --------------------------------- | ----------------------- | ------ |
|                                   | Ennahdha                | 53     |
| Ennahdha                          | 51                      |        |
| Jeunes indépendants               | 1                       |        |
| Al Khir                           | 1                       |        |
|                                   |                         |        |
|                                   | Bloc démocrate          | 38     |
| Courant démocrate                 | 22                      |        |
| Mouvement du peuple               | 15                      |        |
| Citoyenneté et développement      | 1                       |        |
|                                   |                         |        |
|                                   | Au cœur de la Tunisie   | 28     |
| Au cœur de la Tunisie             | 25                      |        |
| Indépendants                      | 3                       |        |
|                                   |                         |        |
|                                   | Coalition de la dignité | 18     |
| Coalition de la dignité           | 16                      |        |
| Indépendant                       | 1                       |        |
| Ligue verte                       | 1                       |        |
|                                   |                         |        |
|                                   | La Réforme              | 16     |
| Machrouu Tounes                   | 4                       |        |
| Indépendants                      | 3                       |        |
| Al Badil Ettounsi                 | 2                       |        |
| Afek Tounes                       | 2                       |        |
| Aïch Tounsi                       | 1                       |        |
| Retour aux sources                | 1                       |        |
| Siliana nos yeux                  | 1                       |        |
|                                   |                         |        |
|                                   | Parti destourien libre  | 16     |
|                                   |                         |        |
|                                   | Tahya Tounes            | 10     |
|                                   |                         |        |
|                                   | Bloc national           | 9      |
| Indépendants                      | 9                       |        |
|                                   |                         |        |
|                                   |                         |        |
|                                   | Aucun bloc              | 27     |
| Indépendants                      | 12                      |        |
| Errahma                           | 1                       |        |
| Union démocratique et sociale     | 1                       |        |
| Parti de la voix des agriculteurs | 1                       |        |
| Front populaire                   | 1                       |        |
| Espoir et travail                 | 1                       |        |
| Nous sommes là                    | 1                       |        |
| Badhl wa Ataa                     | 1                       |        |

## Séance inaugurale

### Convocation
Le 8 novembre 2019, à la suite de la proclamation des résultats définitifs des élections législatives et conformément à l'article 57 de la Constitution qui stipule que « la première session de la législature de l'Assemblée des représentants du peuple doit débuter dans les quinze jours qui suivent la proclamation des résultats définitifs des élections à la demande du président de l'assemblée sortante », Abdelfattah Mourou, président sortant, convoque les membres de la nouvelle assemblée à se réunir en séance inaugurale, pour prêter serment et élire leur président.

### Déroulement
Le 13 novembre, la séance inaugurale s'ouvre comme prévu.

### Élection du bureau

#### Candidats
Le 13 novembre 2019, la séance inaugurale reprend pour élire le président de l'assemblée et ses deux vice-présidents. Les candidats officiels sont les suivants :

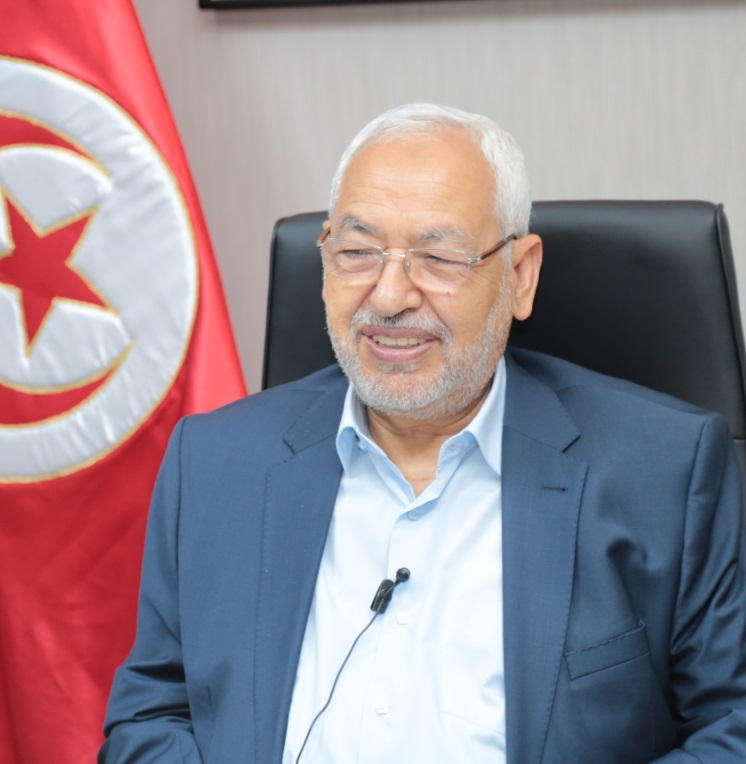
Rached Ghannouchi, présidence Ennahdha
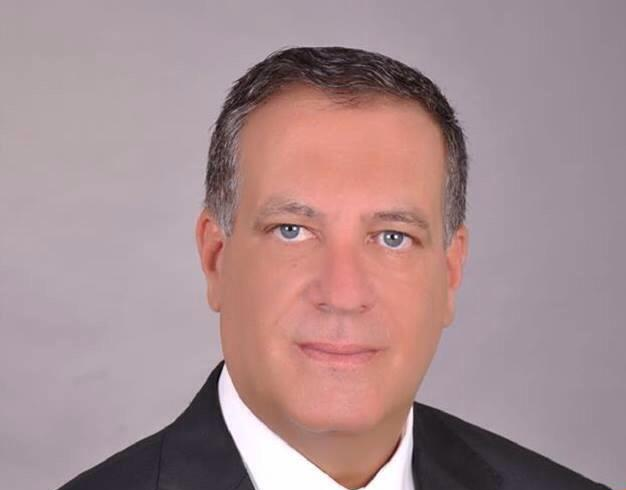
Ghazi Chaouachi, présidence Courant démocrate
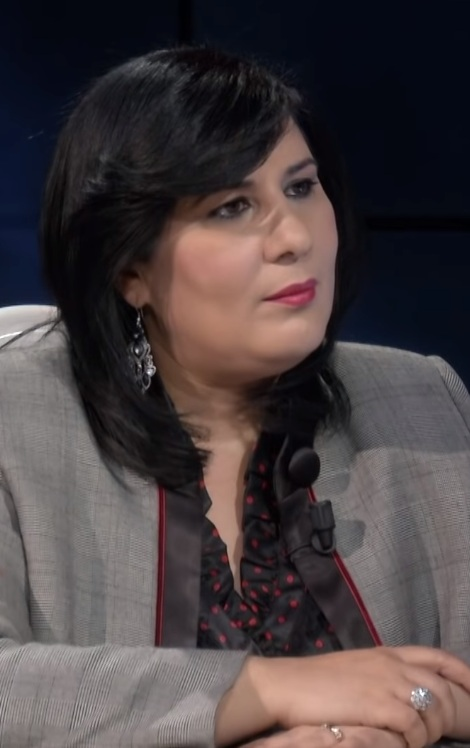
Abir Moussi, présidence Parti destourien libre
Marouan Felfel, présidence Tahya Tounes
Samira Chaouachi, 1re vice-présidence Au cœur de la Tunisie
Abderrazek Aouidet, 1re vice-présidence Mouvement du peuple
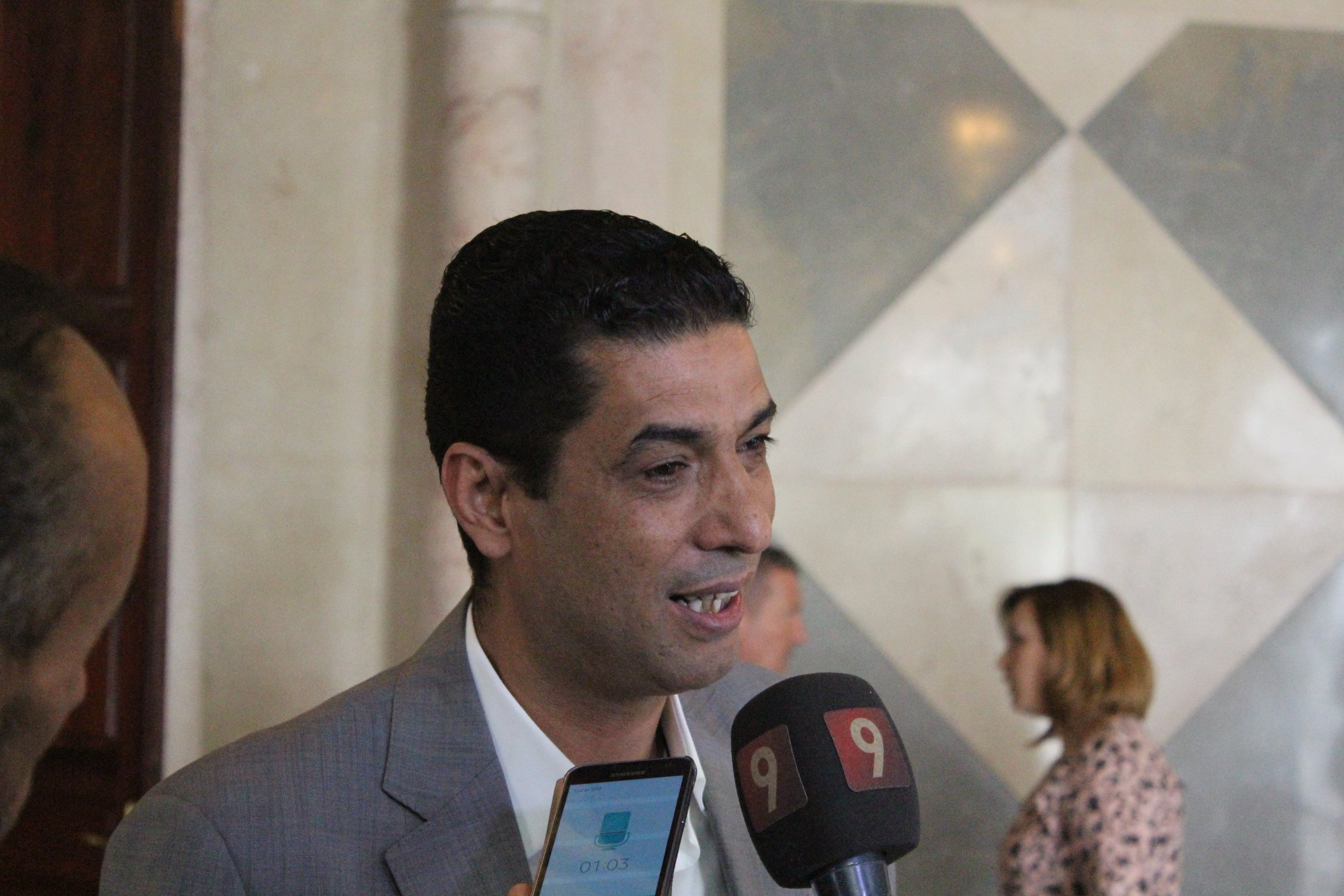
Tarek Fetiti, 2e vice-présidence Indépendant
Leila Haddad, 2e vice-présidence Mouvement du peuple
Yosri Daly, 2e vice-présidence Coalition de la dignité

#### Résultats

##### Élection du président
| Rached Ghannouchi        |                          | Ennahdha                 | Au cœur de la Tunisie Coalition de la dignité Réforme nationale | 123 | 59,42 |  |  |  |  |
| Ghazi Chaouachi          |                          | Courant démocrate        | Mouvement du peuple                                             | 45  | 21,74 |  |  |  |  |
| Abir Moussi              |                          | Parti destourien libre   |                                                                 | 21  | 10,14 |  |  |  |  |
| Marouan Felfel           |                          | Tahya Tounes             |                                                                 | 18  | 8,70  |  |  |  |  |
|                          |                          |                          |                                                                 |     |       |  |  |  |  |
| Exprimés                 | Exprimés                 | Exprimés                 | Exprimés                                                        | 207 | 95,39 |  |  |  |  |
| Blancs                   | Blancs                   | Blancs                   | Blancs                                                          | 10  | 4,61  |  |  |  |  |
| Nuls                     | Nuls                     | Nuls                     | Nuls                                                            | 0   | 0     |  |  |  |  |
| Total des votants        | Total des votants        | Total des votants        | Total des votants                                               | 217 | 100   |  |  |  |  |
| Abstention               | Abstention               | Abstention               | Abstention                                                      | 0   | 0     |  |  |  |  |
| Inscrits / Participation | Inscrits / Participation | Inscrits / Participation | Inscrits / Participation                                        | 217 | 100   |  |  |  |  |

##### Élection des deux vice-présidents
| Samira Chaouachi         |                          | Au cœur de la Tunisie    | Ennahdha                 | 109 | 69,43 |  |  |  |  |
| Abderrazek Aouidet       |                          | Mouvement du peuple      | Courant démocrate        | 48  | 30,57 |  |  |  |  |
|                          |                          |                          |                          |     |       |  |  |  |  |
| Exprimés                 | Exprimés                 | Exprimés                 | Exprimés                 | 157 | 77,34 |  |  |  |  |
| Blancs                   | Blancs                   | Blancs                   | Blancs                   | 29  | 13,36 |  |  |  |  |
| Nuls                     | Nuls                     | Nuls                     | Nuls                     | 17  | 8,37  |  |  |  |  |
| Total des votants        | Total des votants        | Total des votants        | Total des votants        | 203 | 100   |  |  |  |  |
| Abstention               | Abstention               | Abstention               | Abstention               | 15  | 4,58  |  |  |  |  |
| Inscrits / Participation | Inscrits / Participation | Inscrits / Participation | Inscrits / Participation | 217 | 95,42 |  |  |  |  |

| Yosri Daly               |                          | Coalition de la dignité  | Ennahdha                                | 78  | 42,62 | 74  | 44,31 |  |  |
| Tarek Fetiti             |                          | Indépendant              | Au cœur de la Tunisie Réforme nationale | 55  | 30,05 | 93  | 55,69 |  |  |
| Leila Haddad             |                          | Mouvement du peuple      | Courant démocrate                       | 50  | 27,32 |     |       |  |  |
|                          |                          |                          |                                         |     |       |     |       |  |  |
| Exprimés                 | Exprimés                 | Exprimés                 | Exprimés                                | 183 | 84,33 | 167 | 76,96 |  |  |
| Blancs et nuls           | Blancs et nuls           | Blancs et nuls           | Blancs et nuls                          | 22  | 10,14 | 35  | 16,13 |  |  |
| Total                    | Total                    | Total                    | Total                                   | 205 | 100   | 202 | 100   |  |  |
| Abstention               | Abstention               | Abstention               | Abstention                              | 12  | 5,53  | 15  | 6,91  |  |  |
| Inscrits / participation | Inscrits / participation | Inscrits / participation | Inscrits / participation                | 217 | 94,47 | 217 | 93,09 |  |  |

## Bureau

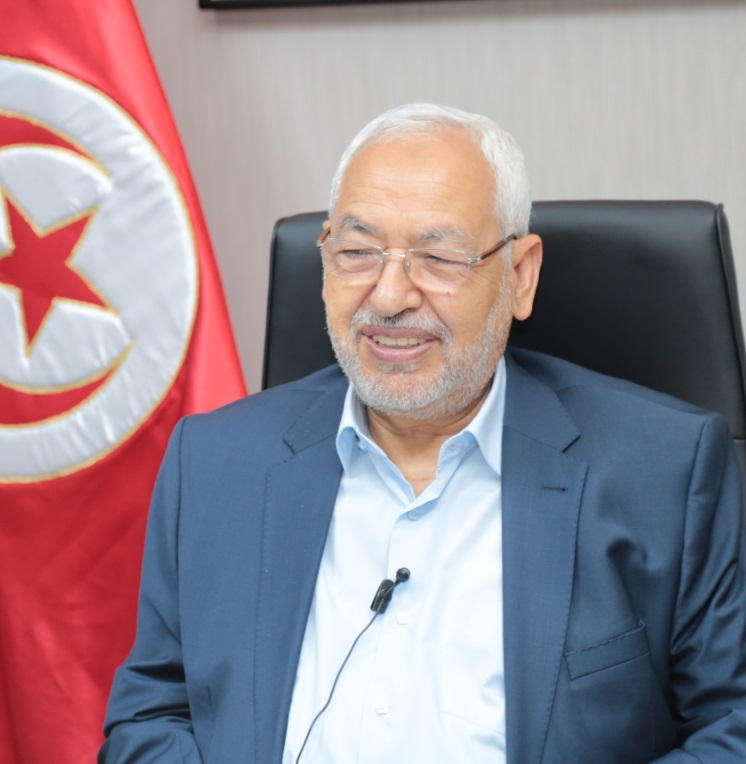
Rached Ghannouchi (Ennahdha), président
Samira Chaouachi (Au cœur de la Tunisie), première vice-présidente
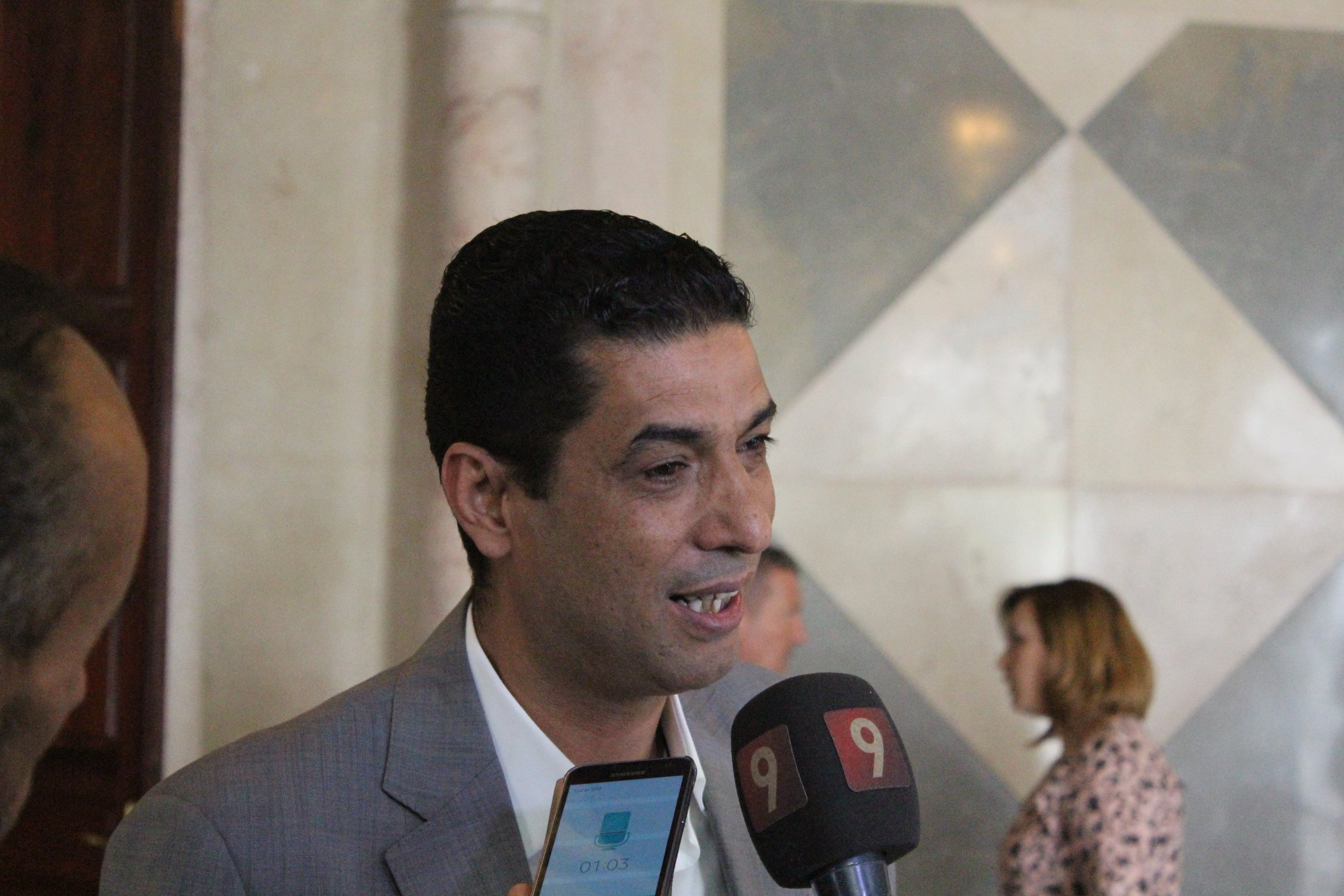
Tarek Fetiti (indépendant), deuxième vice-président

## Commissions

### Commissions législatives permanentes
- Commission des lois, présidée par Samia Abbou (bloc démocrate)
- Commission des droits, des libertés et des affaires étrangères, présidée par Sameh Dameq (Au cœur de la Tunisie)
- Commission des finances, de la planification et du développement, présidé par Iyadh Loumi (Au cœur de la Tunisie)
- Commission de l'agriculture, de la sécurité alimentaire, du commerce et des services associés, présidé par Moez Bel Hajj Rhouma (Ennahdha)
- Commission de l'industrie, de l'énergie, des ressources naturels, de l'infrastructure et de l'environnement, présidée par Abir Moussi (Parti destourien libre)
- Commission de la santé et des affaires sociales, présidé par Khaled Krichi (bloc démocrate)
- Commission des jeunes, des affaires culturelles, de l'éducation et de la recherche scientifique, présidé par Belgacem Hassan (Ennahdha)
- Commission de l'organisation de l'administration et des affaires des forces armées, présidé par Yosri Daly (Coalition de la dignité)
- Commission du règlement intérieur, de l'immunité, des lois parlementaires et des lois électorales[13] présidé par Haythem Brahem (La Réforme)

### Commissions spéciales
- Commission de la sécurité et de la défense, présidé par Imed Khmiri (Ennahdha)
- Commission de la réforme administrative, de la bonne gouvernance, de la lutte contre la corruption et du contrôle de la dépense publique, présidé par Badredine Gammoudi (bloc démocrate)
- Commission du développement régional, présidé par Ibtihej Ben Hlel Zawech (Au cœur de la Tunisie)
- Commission des martyrs et blessées de la révolution, de l'application de l'amnistie générale et de la justice transitionnelle, présidé par Seifeddine Makhlouf (Coalition de la dignité)
- Commission des affaires des handicapés et des personnes socialement sensibles,présidé par Noomane El Euch (bloc démocrate)
- Commission des affaires de la femme, de la famille, de l'enfance, des jeunes et des personnes âgées, présidé par Sadok Gahbich (La Réforme)
- Commission des affaires des Tunisiens à l'étranger, présidé par Thameur Saad (Parti destourien libre)
- Commission électorale, présidé par Samir Dilou (Ennahdha)
- Commission du contrôle des opérations de votes et du décompte des voix[14] (commission inactive)

### Commissions spéciales non-permanentes
- Commission d'enquête sur l'accident d'Aïn Snoussi[15] présidée par Sayida Ounissi (Ennahdha)
- Commission d'enquête sur le conflit d'intérêts et les suspicions de corruption concernant le chef du gouvernement[16], présidé par Iyadh Loumi (Au cœur de la Tunisie)

## Gouvernements
La séance plénière pour le vote de confiance au gouvernement proposé par Habib Jemli se tient le 10 janvier 2020. Celui-ci se solde par un échec, l'assemblée votant contre par 134 voix contre 72 et trois abstentions.
| Groupe | Groupe                  | Pour | Contre | Abstention |
| ------ | ----------------------- | ---- | ------ | ---------- |
|        | Ennahdha                | 50   | 1      | 0          |
|        | Bloc démocrate          | 0    | 40     | 0          |
|        | Au cœur de la Tunisie   | 0    | 38     | 0          |
|        | Coalition de la dignité | 21   | 0      | 0          |
|        | Parti destourien libre  | 0    | 17     | 0          |
|        | Réforme nationale       | 0    | 15     | 0          |
|        | Tahya Tounes            | 0    | 14     | 0          |
|        | Al Moustakbal           | 1    | 8      | 0          |
|        | Autres                  | 0    | 1      | 3          |
| Total  | Total                   | 72   | 134    | 3          |

Le 27 février 2020, l'Assemblée des représentants du peuple accorde la confiance au gouvernement d'Elyes Fakhfakh.
| Groupe | Groupe                  | Pour | Contre | Abstention | Absents |
| ------ | ----------------------- | ---- | ------ | ---------- | ------- |
|        | Ennahdha                | 52   | 1      | 0          | 1       |
|        | Bloc démocrate          | 37   | 3      | 0          | 1       |
|        | Au cœur de la Tunisie   | 0    | 34     | 0          | 4       |
|        | Coalition de la dignité | 0    | 18     | 0          | 1       |
|        | Parti destourien libre  | 0    | 17     | 0          | 0       |
|        | La Réforme              | 15   | 0      | 1          | 0       |
|        | Tahya Tounes            | 13   | 0      | 0          | 1       |
|        | Al Moustakbal           | 8    | 0      | 0          | 0       |
|        | Autres                  | 4    | 4      | 0          | 2       |
| Total  | Total                   | 129  | 77     | 1          | 10      |

Le 2 septembre 2020, l'Assemblée des représentants du peuple accorde la confiance au gouvernement proposé par Hichem Mechichi.
| Groupe | Groupe                  | Pour | Contre | Abstention | Absents |
| ------ | ----------------------- | ---- | ------ | ---------- | ------- |
|        | Ennahdha                | 49   | 0      | 0          | 5       |
|        | Bloc démocrate          | 0    | 30     | 0          | 8       |
|        | Au cœur de la Tunisie   | 26   | 0      | 0          | 0       |
|        | Coalition de la dignité | 6    | 13     | 0          | 0       |
|        | Parti destourien libre  | 0    | 16     | 0          | 0       |
|        | La Réforme              | 15   | 0      | 0          | 1       |
|        | Bloc national           | 11   | 0      | 0          | 0       |
|        | Tahya Tounes            | 9    | 0      | 0          | 1       |
|        | Al Moustakbal           | 7    | 2      | 0          | 0       |
|        | Autres                  | 11   | 5      | 0          | 2       |
| Total  | Total                   | 134  | 67     | 0          | 19      |